# Juan Legnazzi
Juan Legnazzi (* 1893 in Montevideo; † nach 1927) war ein uruguayischer Fußballspieler.

## Karriere

### Verein
Torhüter Legnazzi, der italienischer Abstammung war, spielte zunächst für den Charley Football Club. Er schloss sich 1920 dem Club Atlético Peñarol an, für den er bis einschließlich 1927 spielte. In dieser Zeit war er durchgehend Stammtorhüter der Elf. Er debütierte bei den Montevideanern am 2. Mai 1920 in der mit 1:0 gewonnenen Partie gegen Nacional Montevideo. In seiner ersten Saison überstand er zehn Meisterschaftsspiele bzw. insgesamt 912 Minuten ohne Gegentreffer. Teilweise wird zusätzlich zu diesen Spielen noch ein elftes Spiel hinzugezählt. Allerdings war dies ein sogenanntes Walk over, das letztlich also gar nicht stattfand. Mit den Aurinegros holte er 1921 den Meistertitel in der Primera División. 1924 gewann Legnazzi mit seiner Mannschaft die von der Federación Uruguaya de Fútbol (FUF) ausgerichtete Parallelmeisterschaft während der Spaltung der Verbandsstrukturen in Uruguay. Auch die nach der Wiedervereinigung ausgespielte Copa del Consejo Provisorio des Jahres 1926, die von der Asociación Uruguaya de Fútbol (AUF) heutzutage nicht als offizielle Meisterschaft anerkannt wird, entschied sein Team zugunsten Peñarols.

### Nationalmannschaft
Legnazzi war Mitglied der A-Nationalmannschaft Uruguays. Von seinem Debüt am 25. Juli 1920 bis zu seinem letzten Einsatz am 8. Dezember 1923 absolvierte er sieben Länderspiele. Dabei kassierte er sechs Gegentreffer. Legnazzi gehörte dem Kader der Celeste bei der Südamerikameisterschaft 1920 in Chile an, bei der Uruguay den Titel gewann. Im Verlaufe des Turniers kam er in allen drei Begegnungen zum Einsatz und hielt in der Partie gegen Argentiniens Auswahl einen von Calomino geschossenen Elfmeter. Zudem sicherte er sich mit dem Team im selben Jahr die Copa Gran Premio de Honor Uruguayo und die Copa Newton. Legnazzi war überdies Teil der Auswahlmannschaft der FUF und lief dort in den Länderspielen am 19. November 1922 und im Rahmen der Copa Ministro de Relaciones Exteriores am 8. Dezember 1923 jeweils gegen Argentiniens Nationalteam der Asociación Amateurs de Football auf. Allerdings wird seitens der RSSSF die letztgenannten Partie offenbar beiden Verbänden zugeschrieben, so dass ein Fehler in der Statistik nicht unwahrscheinlich ist.

### Erfolge
- Südamerikameister: 1920
- Copa Gran Premio de Honor Uruguayo: 1920
- Copa Newton: 1920
- Uruguayischer Meister: 1921, 1924 (FUF), (1926)